# 半沢ありさ
半沢 ありさ、半沢 亜里沙（はんざわ ありさ、2月28日 - ）は舞台やCMなどを中心に活躍する日本のフリーランス女優。
神奈川県生まれ。茅ヶ崎市育ち。

## 略歴
- 茅ヶ崎市に生まれる。
- 幼少期からアメリカを度々訪れ、15歳からカナダに移住し6年間を過ごす。
- 日本に帰国後、2019年から本格的に女優業を始める。

## 人物
- 身長159cm。
- 神奈川で生まれ育ち、カナダ(バンクーバー、バンクーバーアイランド クオリカムビーチ)で6年間過ごし、アメリカ(インディアナ州) にも留学した。
- フィリピンの孤児院でボランティア活動をした経験がある。
- 日本語と英語をネイティブで話すバイリンガルで英語の演技も得意とする。

## 舞台
- Kiss me you がんばったジブシー達へ - 木村幸子役(ヒロイン)[3]
- 後鳥羽伝説殺人事件（2024年5月4日 - 7日、渋谷区文化総合センター大和田 伝承ホール） - 正法寺美也子役[4][5]

## CM
- PayPal CM OL役
- コクヨウ働き方改革ドラマ2020
- LeTRONC 広告
- ELLE Cafe 六本木
- LeTRONC 広告
- Bills 表参道店
- LeTRONC 広告
- 戸越銀座温泉